# Munasaar
Munasaar est une île d'Estonie.